# Galluswarte (Platz)
Die Galluswarte ist ein Stadtplatz in der westlichen Innenstadt von Frankfurt am Main. Sie bildet den Mittelpunkt des Stadtteils Gallus. Ähnlich wie an der Bockenheimer Warte, der Hauptwache oder der Konstablerwache geht der Name des Platzes auf das wichtigste örtliche Gebäude zurück, die 1414 errichtete Galluswarte, einen der vier erhaltenen Warttürme der Frankfurter Landwehr.

## Lage

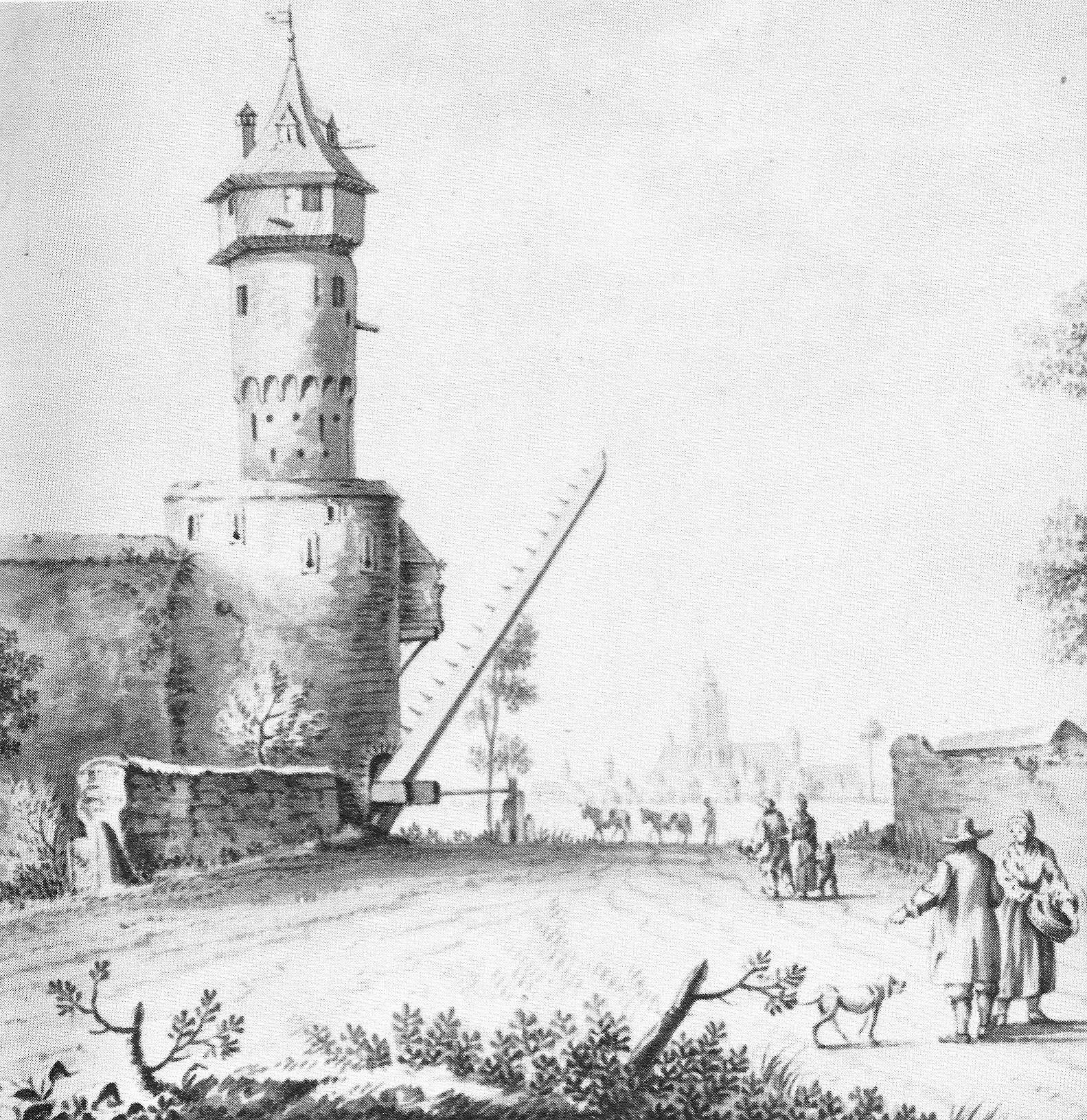
Historische Darstellung aus dem Jahr 1775 der Galluswarte und Umgebung

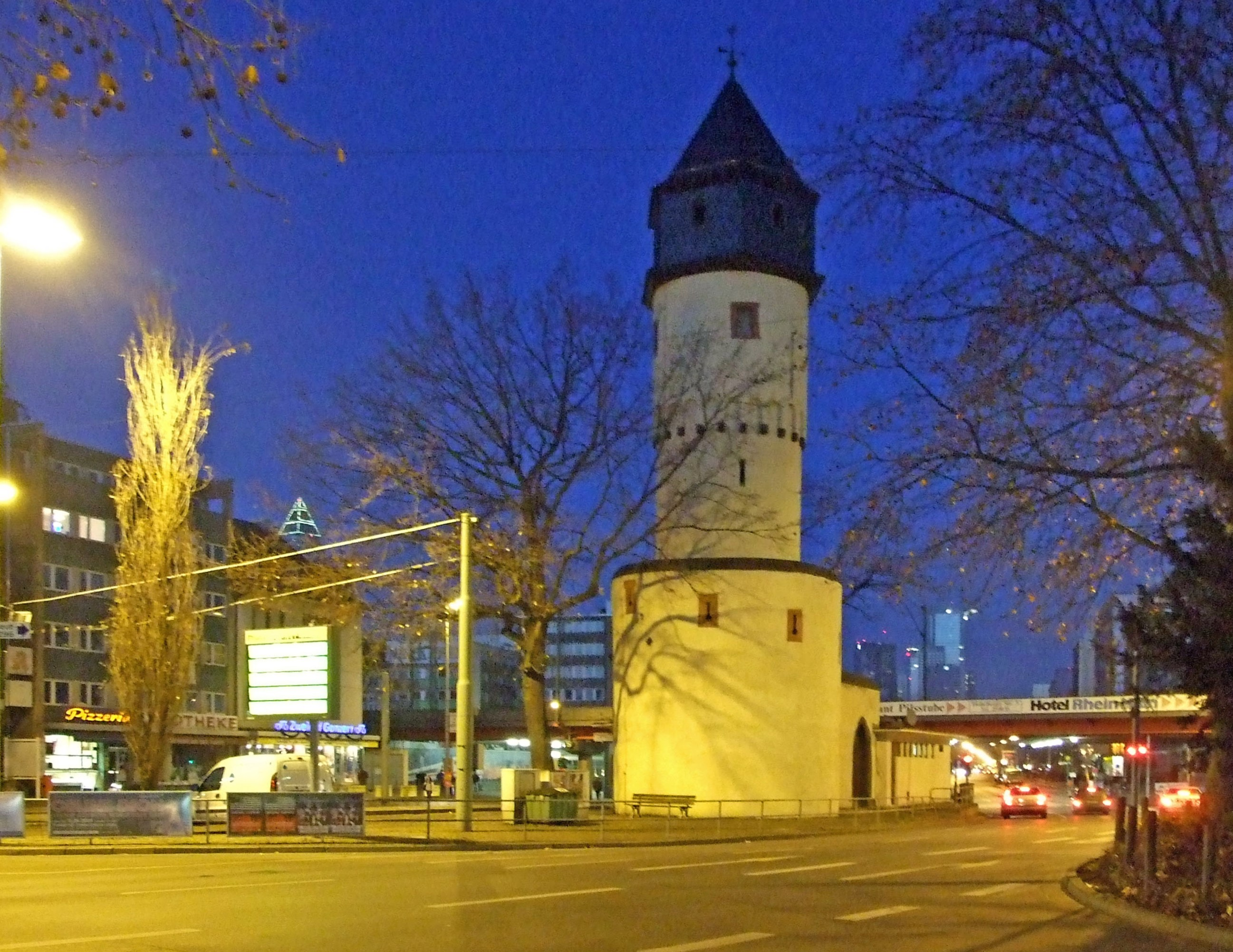
Der Platz bei Nacht

Die Galluswarte liegt zentral im Gallusviertel. Sie ist neben dem Platz der Republik und dem Güterplatz der wichtigste Stadtplatz auf dem innerstädtischen Abschnitt der Mainzer Landstraße. Deren Straßenverlauf macht hier einen erkennbaren Knick. Die Achse des Innenstadtabschnitts der Mainzer Landstraße setzt sich ab hier in der Kleyerstraße fort, um stadtauswärts auf der Mainzer Landstraße zu bleiben, muss eine leichte Rechtskurve gefahren werden. Zwischen Kleyerstraße und Mainzer Landstraße, also auf der Westseite des Platzes, liegt ein sehr spitzwinkliges Eckgrundstück.
In industrieller Zeit bildete die Galluswarte den Hauptzugang zu den 1889 errichteten Adlerwerken, die dort u. a. Fahrräder, Schreibmaschinen und Autos produzierten und deren erhaltene Fabrikgebäude auch heute noch von der Galluswarte aus einen beeindruckenden Anblick bieten. Die Kleyerstraße, früher Höchster Straße, trägt heute den Namen des Gründers der Adlerwerke, Heinrich Kleyer.
Von Norden führt die Hufnagelstraße an den Platz. Im Zuge der Frankfurter Straßenkämpfen der 1970er und 1980er Jahre wurde am 28. September 1985 während einer Demonstration gegen eine NPD-Versammlung der Demonstrant Günter Sare von einem Polizei-Wasserwerfer an der Ecke Hufnagelstraße/Frankenallee überrollt und getötet.
Auch von Süden führen zwei Straßen an die Galluswarte, die an die Südseite der ehemaligen Adlerwerke führende Weilburger Straße und die Camberger Straße. Diese führt auf die Camberger Brücke, die das Gleisvorfeld des Hauptbahnhofs überquert und das Gallus mit dem südlich benachbarten Gutleutviertel verbindet.
Mitten auf dem Platz, zwischen den Fahrspuren der hier fünfspurigen Mainzer Landstraße und ihrer Querstraßen, steht die eigentliche Galluswarte, der Wartturm aus dem 15. Jahrhundert, Wahrzeichen des Gallusviertels. Turm und Platz sind derzeit Gegenstand einer geplanten, kleineren Umgestaltung (siehe Artikel zum Turm).

## Bahnhof
Die östliche Begrenzung des Platzes bildet die hier siebengleisig in Hochlage geführte Trasse der Main-Weser- und Homburger Bahn, die an dieser Stelle auf drei parallelen Viadukten seit 1888 als neuer Anschluss an den damals eröffneten Centralbahnhof die Mainzer Landstraße überquert. Nördlich der Mainzer Landstraße, parallel zur Günderrodestraße bis hin zur Frankenallee, liegt der S-Bahnhof Galluswarte, der mit der Einführung der S-Bahn 1978 hier eröffnet wurde und von den Linien S3 bis S6 bedient wird. Er erschließt das zentrale Gallusviertel sowohl für die Bewohner als auch für die zahlreichen Arbeitsplätze in der näheren Umgebung.

## Straßenbahn

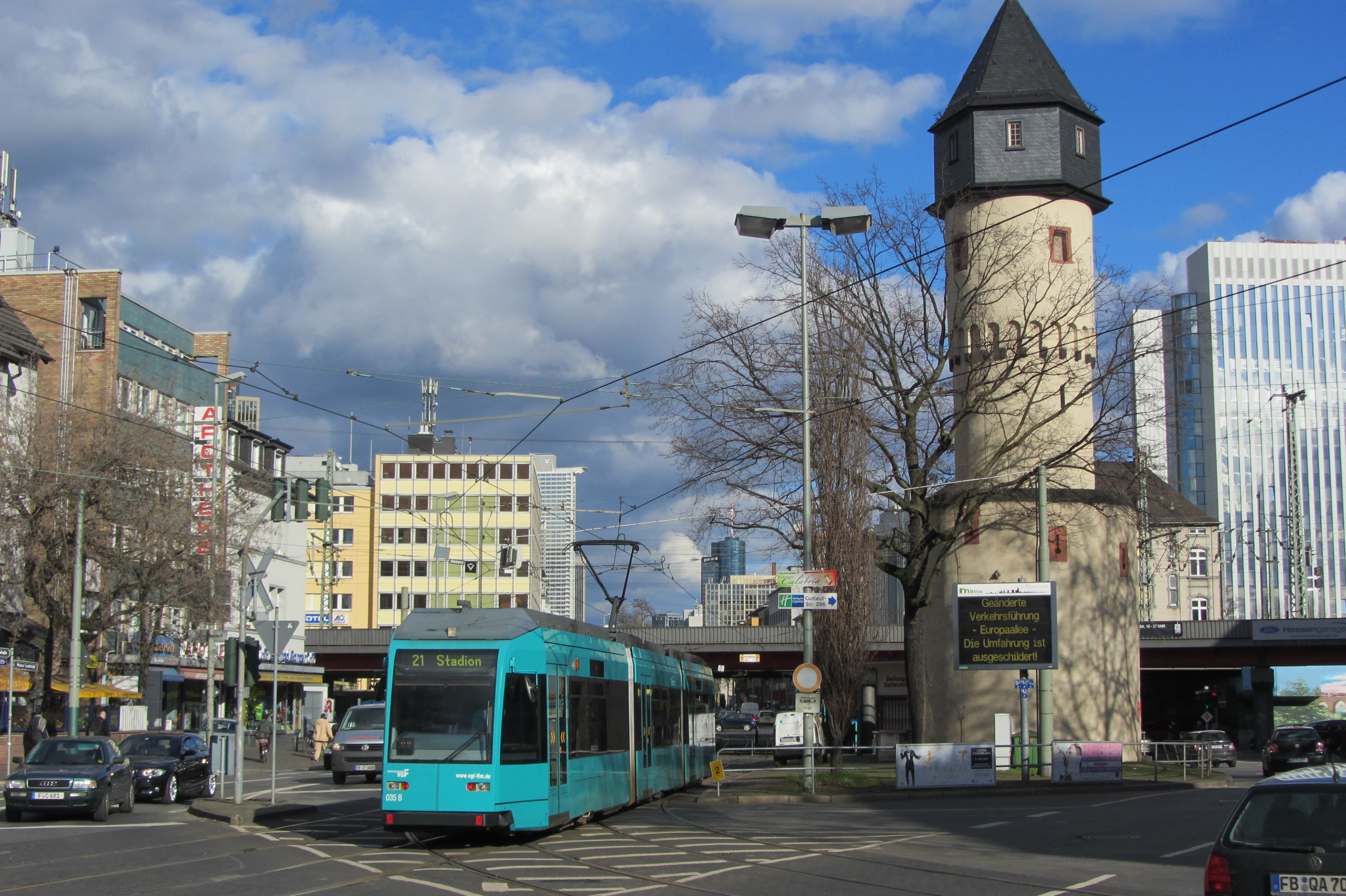
Straßenbahn an der Galluswarte

Entlang der Mainzer Landstraße verkehren die Straßenbahnlinien 11, 14 und 21. Während der Hauptverkehrszeit fahren einige Züge über die hier abzweigende Nebenstrecke durch die Kleyerstraße und Rebstöcker Straße, die weiter westlich, kurz vor der Eisenbahnbrücke der Taunusbahn, wieder auf die Mainzer Landstraße mündet. An der Galluswarte kann auf sehr kurzem Wege vom S-Bahnhof zur unmittelbar darunter liegenden Straßenbahnhaltestelle umgestiegen werden.
Die Straßenbahnhaltestelle Galluswarte wurde im Frühjahr 2024 umgebaut, was auch Auswirkungen auf den gesamten Platz hatte. Für neue, längere Straßenbahnen der Verkehrsgesellschaft Frankfurt wurden die Bahnsteige verlängert und barrierefrei ausgebaut. In diesem Rahmen wurde die Rad- und Fußverkehrsführung angepasst und die Fußwegverbindungen barrierefrei ausgestattet.